# Hans Fogh (erhvervsmand)
 Der er flere personer med dette navn, se Hans Fogh.
Hans Bertel Fogh (23. august 1898 i Davos, Schweiz – 13. oktober 1965) var en dansk ingeniør, brygger og direktør.
Han var søn af ingeniør P.E. Fogh (død 1908) og hustru Bertha Emilie født Heymann, blev student fra Vestre Borgerdydskole 1917 og cand. polyt. 1923. Fogh var assistent ved forsøgslaboratoriets kemiske afdeling, Landbohøjskolen 1924-25, blev uddannet ved Bryggerhøjskolen i København og ved bryggerier i København, Oslo og Göteborg 1925-28 og tog brygmestereksamen sidstnævnte år. Fogh blev ansat ved Carlsberg Bryggerierne 1928, blev underdirektør 1935 og var direktør ved samme fra 1937 til sin død.
Fogh var medlem af bestyrelsen for Bryggeriforeningen 1937-53 og fra 1954, for Den Skandinaviske Bryggerhøjskole 1941 og for Carlsberg Laboratorium fra 1956, blev medlem af Akademiet for de Tekniske Videnskaber 1937 og var Ridder af Dannebrog.
Han blev gift 31. juli 1931 med Ellen Gyrithe Ulrich (21. juli 1906 på Skjoldemose - 10. november 1982 i København), datter af godsejer Justus Sigismund Ulrich (død 1949) og hustru Ingeborg født Krenchel.
I 1936 lod han arkitekten Poul H. Mørck opføre sig en direktørvilla på Carlsberg.